# Liste de localités de l'Île Christmas

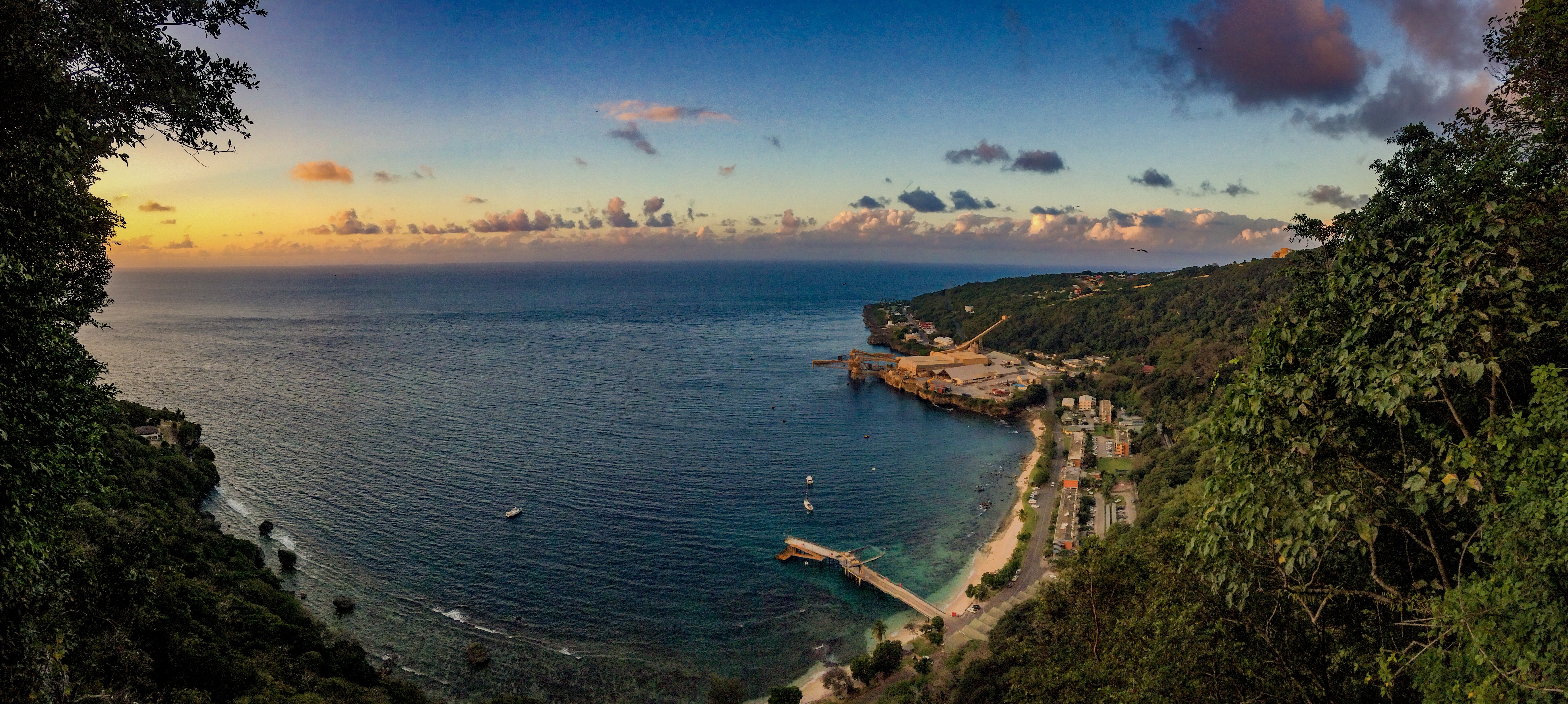
Flying Fish Cove

Il est difficile de parler de ville sur l'île Christmas. Il existe trois implantations d'importance :
- Flying Fish Cove (ou Kampong ou simplement The Settlement[1], comptant environ 1 600 habitants (1re implantation de l'île)[2]. ;
- Poon Saan, abritant une majorité de Chinois ;
- Silver City